# Bazna
Bazna (deutsch Baaßen oder Baassen, siebenbürgisch-sächsisch Baußen oder Boassen, ungarisch Bázna oder Felsőbajom) ist eine Gemeinde im Kreis Sibiu in der Region Siebenbürgen in Rumänien.

## Geographische Lage

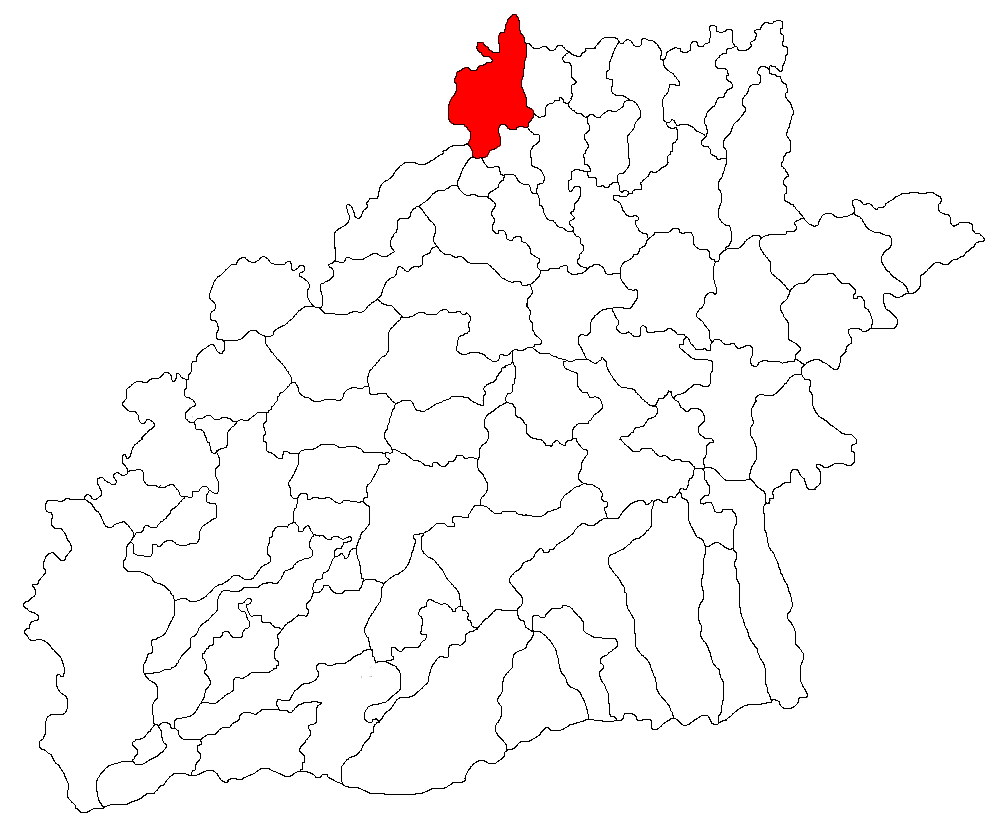
Lage der Gemeinde Bazna im Kreis Sibiu

Die Gemeinde Bazna liegt im Kokeltal (Podișul Târnavelor) im Siebenbürgischen Becken. Im Norden des Kreises Sibiu befindet sich der Ort Bazna etwa 15 Kilometer nordwestlich von der Stadt Mediaș (Mediasch) und etwa 70 Kilometer nördlich von der Kreishauptstadt Sibiu (Hermannstadt) entfernt. Bazna ist von Mediaș aus über den Drum național 14, die hier die Târnava Mare (Große Kokel) – ein Quellfluss der Târnava (Kokel) – überquert, zu erreichen.
Der Kurort Bazna (Bad Baaßen) befindet sich am Fuße des Berges Dealul Înalt (599 m) zwei Kilometer südlich vom Gemeindezentrum entfernt.

## Geschichte
König Stefan V. (regierte als König von Ungarn 1270–1272) schenkte den Ort dem Sohn des Grafen Bozouch. Im Jahr 1302 wurde Baaßen zum ersten Mal urkundlich erwähnt. 1359 wurde es als freie Gemeinde des Königsbodens als zum Mediascher Stuhl gehörend, genannt. Die deutschen Kolonisten siedelten sich zuerst auf dem rückseitig gelegenen Hügel an, später entwickelte sich der Ort im vorderen Tal.
Im Zentrum des Ortes bauten sie eine Wehrkirche. 1672 wurde zum ersten Mal über das „brennende Wasser von Bazna“ berichtet. In dieser Legende wird erzählt, dass ein Schäfer in der Nähe einer Quelle ein Feuer machte und sich dadurch das Wasser ebenfalls entzündete. Im Jahr 1752 untersuchte der Chemiker George Bette aus Hermannstadt zum ersten Mal die Salzquellen. 1808 sandte die Regierung aus Wien eine Gruppe von Chemikern und Physikern nach Baaßen, um die heilende Wirkung des Salzes und des Klimas dort zu untersuchen. 1843 entstand das erste Kurbad, indem vier Bewohner von Mediasch dort ein Unternehmen gründeten. Es wurde im Jahr 1905 von der evangelischen Gemeinde übernommen, welche die Einrichtungen ausbaute.
Die Siedlung entwickelte sich im Laufe der Zeit zu einem Kurort, bereits im Jahr 1845 waren es 637 Badegäste. Die Mineralquellen enthalten Chlor, Iod und Brom. Das berühmteste Produkt ist das so genannte Baaßener Salz. Die Urlaubsgebiete liegen am Fuße der Hügel in der Nähe der Eichen- und Buchenwälder.

## Bevölkerung
Die Bevölkerung der Gemeinde Bazna entwickelte sich wie folgt:
| 1850 | 3.557 | 1.884 | 15  | 1383  | 275                |
| 1941 | 5.456 | 2.600 | 160 | 2.009 | 687                |
| 1977 | 5.365 | 3.300 | 149 | 1.278 | 638                |
| 2002 | 3.911 | 2.576 | 136 | 26    | 1.173              |
| 2011 | 3.792 | 2.425 | 86  | 29    | 1.252 (Roma 1.079) |
| 2021 | 3.329 | 2.558 | 15  | 9     | 747 (Roma 365)     |

Seit 1850 wurde auf dem Gebiet der heutigen Gemeinde die höchste Einwohnerzahl und gleichzeitig die der Rumänen und der Rumäniendeutsche 1941 registriert. Die höchste Anzahl der Magyaren (274) wurde 1910 und der Roma (1170) 2002 ermittelt.

## Sehenswürdigkeiten

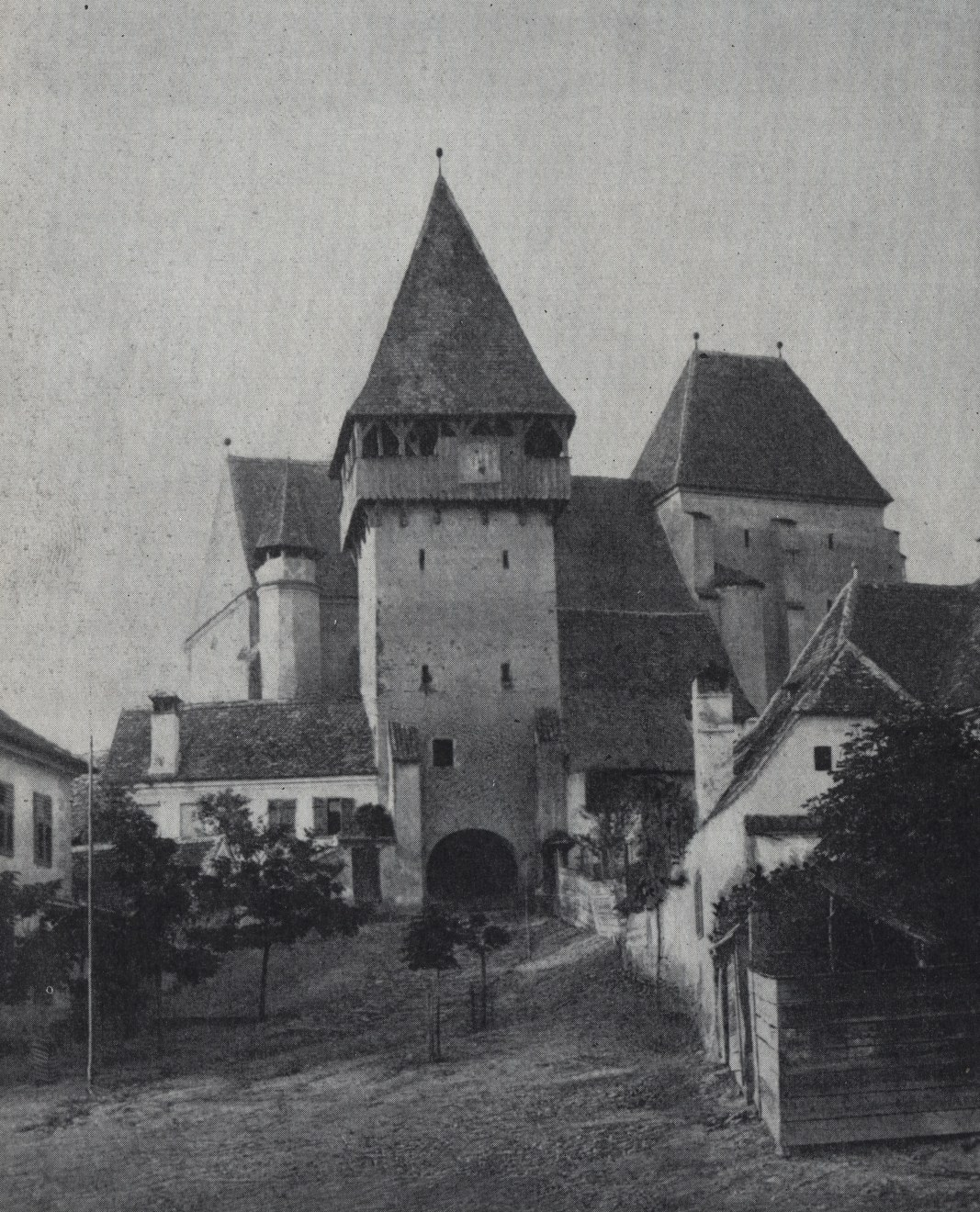
Die Kirchenburg Baaßen (1964)
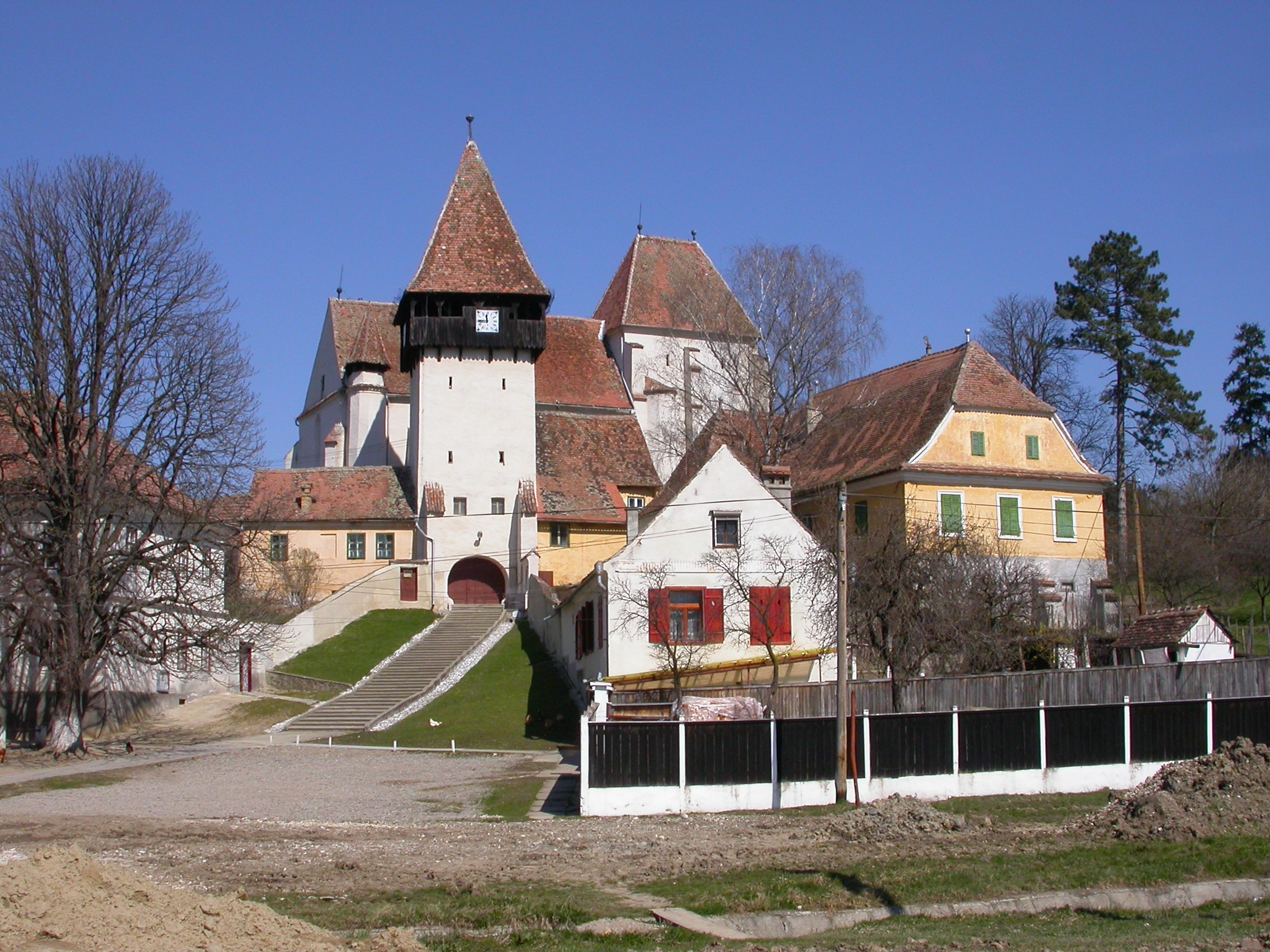
Kirchenburg und Pfarrhaus in Bazna (2008)
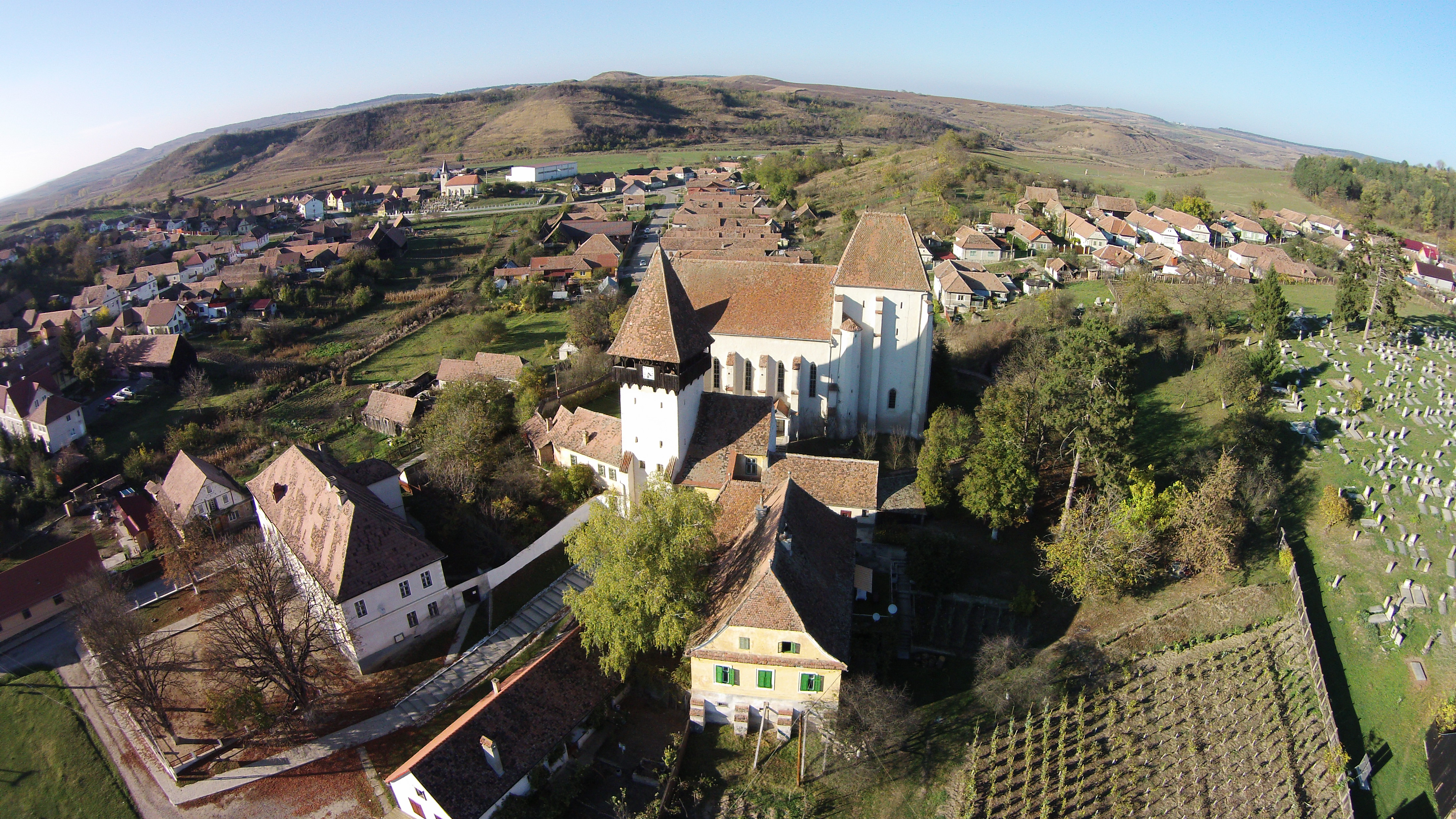
Blick auf Bazna

- Die evangelische Kirchenburg in Baaßen im 14. Jahrhundert errichtet, im 16. Jahrhundert umgebaut und ein Teil des Gemeindezentrums stehen unter Denkmalschutz.[5]
- Die Kirchenburg Bonnesdorf, im 15. Jahrhundert errichtet und 1825 umgebaut, steht unter Denkmalschutz.[5]
- Die Wehrkirche in Velț (Wölz), Ende des 14. Jahrhunderts errichtet, 1881 umgebaut, heute eine Ruine und das evangelische Pfarrhaus im 18. Jahrhundert errichtet, stehen unter Denkmalschutz.[5]